# Доџо кун
Доџо кун је израз у јапанским борилачким вештинама који дословно значи доџо правила. Обично, постављају се на улазу у тренинг салу и дефинишу шта је дозвољено, а шта не. У неким стиловима борилачких вештина се уче напамет.

## Шотокан карате
Обично приписивана Фунакоши Гичину (мада постоје мишљења да их је написао Сакугава, окинављански карате ентузијаста из 18. века) дођо кун, или доџо правила, служе као сет пет принципа, понављаних на крају сваког карате тренинга, с циљем да се тренинг уоквири у етички контекст.
Ових пет правила на јапанском гласе::
一、人格完成に努むること
hitotsu, jinkaku kansei ni tsutomuru koto
一、誠の道を守ること
hitotsu, makoto no michi wo mamoru koto
一、努力の精神を養うこと
hitotsu, doryōku no seishin wo yashinau koto
一、礼儀を重んずること
hitotsu, reigi wo omonzuru koto
一、血気の勇を戒むること
hitotsu, kekki no yū wo imashimuru koto
... а у преводу на српски:
- Један. Тражи перфекцију карактера
- Један. Буди одан
- Један. Тежи савршенству
- Један. Поштуј друге
- Један. Клони се насилног понашања

Реч Hitotsu значи један или први, и претходи сваком правилу како би се нагласило да је исте важности као и остала.
Дођо кун се такође појављује и у бројним другим борилачким вештинама, са изменама које су у складу са главним усмерењем стила. Па тако у Гођу рју (Goju Ryu) стилу дођо кун се састоји од осам правила:
- Први. Буди скроман и учтив
- Први. Тренирај у складу са својом физичком снагом
- Први. Тренирај ревносно и са креативношћу
- Први. Буди смирен и брз
- Први. Пази на своје здравље
- Први. Води једноставан живот
- Први. Не буди превише поносан, а ни скроман
- Први. Тренирај са стрпљењем